# Sharphydrus
Sharphydrus är ett släkte av skalbaggar. Sharphydrus ingår i familjen dykare.
Kladogram enligt Catalogue of Life:
| Sharphydrus | \| \| Sharphydrus capensis \| \| \| \| \| \| Sharphydrus coriaceus \| \| \| \| |
|             | \| \| Sharphydrus capensis \| \| \| \| \| \| Sharphydrus coriaceus \| \| \| \| |
|             | Sharphydrus capensis                                                           |
|             |                                                                                |
|             | Sharphydrus coriaceus                                                          |
|             |                                                                                |